# (31832) 2000 AP59
2000 AP59 (asteroide 31832) é um asteroide da cintura principal. Possui uma excentricidade de 0.26353680 e uma inclinação de 6.58293º.
Este asteroide foi descoberto no dia 4 de janeiro de 2000 por LINEAR em Socorro.